# Liste des chefs d'État et de gouvernement étrangers invités à s'exprimer à l'Assemblée nationale française

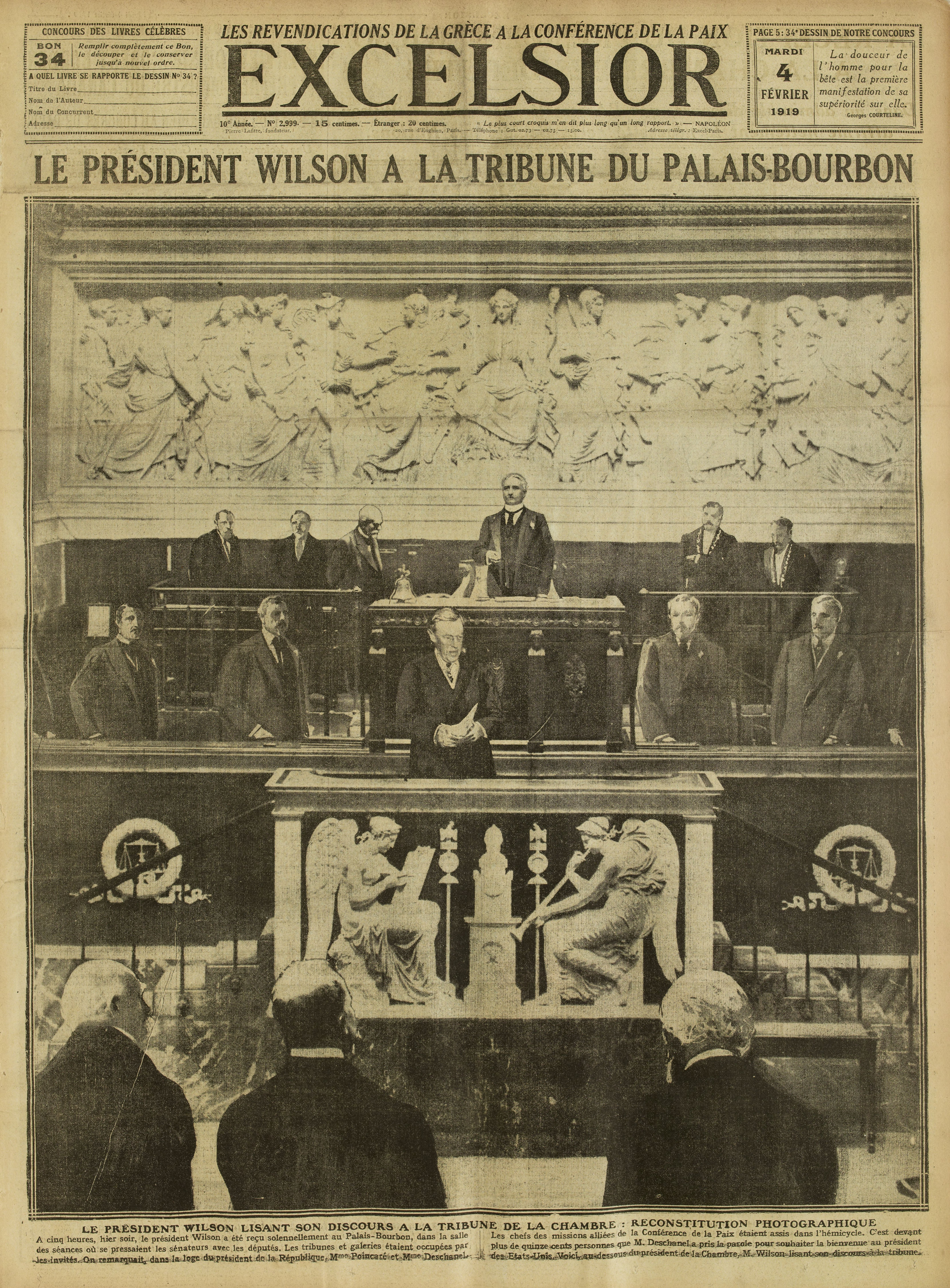
Le journal Excelsior fait sa une du 4 février 1919 sur le discours de Wilson la veille devant l'Assemblée nationale.

Cet article recense les chefs d'État et chefs de gouvernement étrangers qui ont été invités à s'exprimer devant l'Assemblée nationale française, dans l'hémicycle du Palais Bourbon.

## Histoire
La tradition a été initiée en 1993 par Philippe Séguin, alors président de l'Assemblée nationale ; auparavant, seul Woodrow Wilson, président des États-Unis, avait ainsi été invité le 3 février 1919,,,,, pendant les travaux de la Conférence de la paix de Paris. La rareté de cette pratique avant 1993 s'explique par une volonté de symétrie avec l'interdiction pour le président de la République française de pénétrer à l'Assemblée nationale (loi de Broglie).
Quoiqu'il ne s'agisse pas de séances parlementaires ordinaires, elles sont tout de même retranscrites intégralement dans un compte-rendu similaire aux autres séances.
L'intervention, le 23 mars 2022, de Volodymyr Zelensky, président de l'Ukraine, est la première à avoir été réalisée à la fois en visioconférence, simultanément au Sénat, et depuis un pays en guerre après l'invasion de l'Ukraine par la Russie.
Le 21 septembre 2023, le roi Charles III du Royaume-Uni s'est adressé aux députés et aux sénateurs réunis dans l'hémicycle du Sénat, en présence des présidents des deux chambres du Parlement français.

## Liste
| Personnalité                 | Pays             | Fonction                                                        | Date                           | Président de l'Assemblée |
| ---------------------------- | ---------------- | --------------------------------------------------------------- | ------------------------------ | ------------------------ |
| Woodrow Wilson               | États-Unis       | Président des États-Unis                                        | 3 février 1919                 | Paul Deschanel           |
| Juan Carlos Ier              | Espagne          | Roi d'Espagne                                                   | 7 octobre 1993                 | Philippe Séguin          |
| Bill Clinton                 | États-Unis       | Président des États-Unis                                        | 7 juin 1994                    | Philippe Séguin          |
| Hassan II                    | Maroc            | Roi du Maroc                                                    | 7 mai 1996                     | Philippe Séguin          |
| Romano Prodi                 | Italie           | Président du Conseil des ministres d'Italie                     | 19 novembre 1997               | Laurent Fabius           |
| Tony Blair                   | Royaume-Uni      | Premier ministre du Royaume-Uni                                 | 24 mars 1998                   | Laurent Fabius           |
| Abdou Diouf                  | Sénégal          | Président de la république du Sénégal                           | 21 octobre 1998                | Laurent Fabius           |
| Kofi Annan                   | Nations unies    | Secrétaire général des Nations unies                            | 8 décembre 1998                | Laurent Fabius           |
| Gerhard Schröder             | Allemagne        | Chancelier fédéral d'Allemagne                                  | 30 novembre 1999               | Laurent Fabius           |
| Abdelaziz Bouteflika         | Algérie          | Président de la République algérienne démocratique et populaire | 14 juin 2000                   | Raymond Forni            |
| Fernando Henrique Cardoso    | Brésil           | Président de la république fédérative du Brésil                 | 30 octobre 2001                | Raymond Forni            |
| Vicente Fox                  | Mexique          | Président des États-Unis mexicains                              | 14 novembre 2002               | Jean-Louis Debré         |
| Thabo Mbeki                  | Afrique du Sud   | Président de la république d'Afrique du Sud                     | 18 novembre 2003               | Jean-Louis Debré         |
| Hu Jintao                    | Chine            | Président de la république populaire de Chine                   | 27 janvier 2004                | Jean-Louis Debré         |
| José Luis Rodríguez Zapatero | Espagne          | Président du gouvernement d'Espagne                             | 1er mars 2005                  | Jean-Louis Debré         |
| Jorge Sampaio                | Portugal         | Président de la République portugaise                           | 12 avril 2005                  | Jean-Louis Debré         |
| José Manuel Barroso          | Union européenne | Président de la Commission européenne                           | 24 janvier 2006                | Jean-Louis Debré         |
| Moncef Marzouki              | Tunisie          | Président de la République tunisienne                           | 18 juillet 2012                | Claude Bartolone         |
| Giorgio Napolitano           | Italie           | Président de la République italienne                            | 21 novembre 2012               | Claude Bartolone         |
| Felipe VI                    | Espagne          | Roi d'Espagne                                                   | 3 juin 2015                    | Claude Bartolone         |
| Justin Trudeau               | Canada           | Premier ministre du Canada                                      | 17 avril 2018                  | François de Rugy         |
| Volodymyr Zelensky           | Ukraine          | Président de l'Ukraine                                          | 23 mars 2022 (visioconférence) | Richard Ferrand          |
| Volodymyr Zelensky           | Ukraine          | Président de l'Ukraine                                          | 7 juin 2024                    | Yaël Braun-Pivet         |

Avant que Philippe Séguin n'introduise cette tradition en 1993, des chefs d'État se sont également adressés aux députés, non pas dans l'hémicycle, mais plutôt à l'hôtel de Lassay, résidence officielle du président de l'Assemblée nationale. C'est notamment le cas de :
| Personnalité        | Pays     | Fonction                                  | Date             | Président de l'Assemblée |
| ------------------- | -------- | ----------------------------------------- | ---------------- | ------------------------ |
| René Lévesque       | Québec   | Premier ministre du Québec                | 2 novembre 1977  | Edgar Faure              |
| Mikhaïl Gorbatchev, | URSS     | Secrétaire général du PCUS                | 3 octobre 1985   | Louis Mermaz             |
| Hussein             | Jordanie | Roi de Jordanie                           | [Quand ?] 1987   | Jacques Chaban-Delmas    |
| Mouammar Kadhafi    | Libye    | Dirigeant de la Jamahiriya arabe libyenne | 11 décembre 2007 | Bernard Accoyer          |